# Kleinothraupis reyi
El hemispingo coronigrís (Kleinothraupis reyi), también denominado frutero rey, buscador rey (en Venezuela) o hemispingus rey (en Venezuela) es una especie de ave paseriforme de la familia Thraupidae perteneciente al género Kleinothraupis, antes situada en Hemispingus. Es endémica de los Andes del occidente venezolano.

## Distribución y hábitat
Se distribuye en los Andes de Trujillo, Mérida y norte de Táchira, en el noroeste de Venezuela.
Esta especie es considerada bastante común en su hábitat natural: el estrato bajo de bosques montanos húmedos de altitud, principalmente entre los 2200 y los 3000 m, generalmente asociado con bambú chusquea.

## Estado de conservación
El hemispingo coronigrís ha sido calificado como casi amenazado por la Unión Internacional para la Conservación de la Naturaleza (IUCN) debido a que el hábitat en su pequeña zona de distribución está siendo progresivamente degradado por la presencia humana, particularmente la agricultura. Sin embargo, su rango no está todavía severamente fragmentado o restringido a unas pocas localidades.

## Sistemática

### Descripción original
La especie K. reyi fue descrita por primera vez por el ornitólogo alemán Hans von Berlepsch en 1885 bajo el nombre científico Chlorospingus reyi; la localidad tipo es: «Mérida, Venezuela».

### Etimología
El nombre genérico masculino «Kleinothraupis» conmemora a la ornitóloga Nedra K. Klein (1951–2001), seguido de la palabra griega «θραυπίς thraupis»: pequeño pájaro desconocido mencionado por Aristóteles, tal vez algún tipo de pinzón. En ornitología thraupis significa tangara; y el nombre de la especie «reyi», conmemora al oólogo Jean Guillaume Charles Eugène Rey (1838–
1909).

### Taxonomía
Las presente especie, junto a Kleinothraupis atropileus, K. parodii y K. calophrys estaban incluidas en un amplio género Hemispingus, hasta que en los años 2010, publicaciones de filogenias completas de grandes conjuntos de especies de la familia Thraupidae basadas en muestreos genéticos, permitieron comprobar que formaban un clado fuertemente soportado por los resultados encontrados, separado del género que integraban, por lo que se procedió a caracterizarlo y describirlo formalmente como un nuevo género Kleinothraupis. El nuevo género y la inclusión de las cuatro especies fue aprobado en la Propuesta N° 730.09 al Comité de Clasificación de Sudamérica (SACC). A pesar de la coloración general del plumaje ser similar, la presente especie no posee, como las otras tres, la vistosa y larga lista superciliar característica, por lo que su inclusión en este clado levantó algunas dudas.